# Ángel López Pérez
Ángel López Pérez (7 de març de 1873 - Lugo, 30 de març de 1964) fou un advocat i polític gallec. Abans de la proclamació de la Segona República Espanyola havia estat alcalde de Lugo en quatre ocasions (1905-1906, 1909-1910, 1913-1923, 1927-1931). El 1910 va fundar la revista La Voz de la Verdad. Després fundaria la secció a Lugo de la Unión de Derechas y Agrarios, que es va unir a la CEDA. Fou elegit diputat per la província de Lugo per la CEDA a les eleccions generals espanyoles de 1933.